# Calarcá
Calarcá là một khu tự quản thuộc tỉnh Quindío, Colombia. Thủ phủ của khu tự quản Calarcá đóng tại Calarcá Khu tự quản Calarcá có diện tích 219 ki lô mét vuông. Đến thời điểm ngày 28 tháng 5 năm 2005, khu tự quản Calarcá có dân số 59142 người.